# الحلال (بكيل المير)

تعديل مصدري - تعديل

الحلال هي إحدى قرى عزلة فاس بمديرية بكيل المير التابعة لمحافظة حجة، بلغ تعداد سكانها 141 نسمة حسب تعداد اليمن لعام 2004.